# Grimsby
Grimsby (alt: Great Grimsby) ist eine Hafenstadt an der Mündung des Humber in die Nordsee in der englischen Grafschaft Lincolnshire. Sie ist seit 1996 Verwaltungssitz der Unitary Authority North East Lincolnshire.

## Etymologie
Der Legende zufolge wurde die Stadt durch einen dänischen Fischer namens Grim gegründet. Das Suffix „by“ kommt aus dem Altnordischen und bedeutet Dorf (vgl. Ort oder Stadt in der modernen dänischen Sprache). Der Name Grim geht auf die Angelsachsen bzw. Normannen zurück. Er ist ein Synonym für den nordischen Gott Odin. Siehe auch Graemsay Insel der Orkney, Grimsay Insel der Hebriden, Grimsbury Castle Hillfort in Oxfordshire, Grim’s Ditch ein Erdwerk, Grim’s Dyke (Name für den Antoninuswall), Grim’s Grave Steinkiste (auch kistvaen) in Dartmoor. Grimes Graves Flintminen, Grimshader (Grims Sitz) auf Lewis and Harris, Grims Lake Mire (eine Steinkiste im Grims See Morast), Grim’s Mound ein Rundhügel in Lincolnshire, Grimspound in Devon, Grimsetter (Grims Sitz) auf Orkney und Shetland, Grimsthorpe Castle (Grims Dorf), sowie mehrere Orte mit dem Namen Grimston (Grimston-Lyles Hill Ware).
Die Stadt wurde früher Great Grimsby genannt, um sie von dem 22 km südlich gelegenen Ort Little Grimsby zu unterscheiden. Die Einwohner Grimsbys werden Grimbarians genannt.
Die Stadt hat 88.243 Einwohner (Stand: 27. März 2011). Sie grenzt direkt an das Seebad Cleethorpes. Beide Städte sind verwaltungsrechtlich getrennt, bilden aber einen einheitlichen urbanen Raum. Zu Grimsby selbst gehört auch der 11.000 Einwohner umfassende Ort Scartho, der bereits vor dem Green-Belt-Gesetz in die Stadt eingemeindet wurde. Alle drei Gebiete fallen in den juristischen Zuständigkeitsbereich der Behörde von North East Lincolnshire.

## Geschichte
Grimsby wurde im 9. Jahrhundert von Dänen gegründet. Spuren einer kleinen (römischen) Siedlung reichen jedoch bis ins 2. Jahrhundert n. Chr. zurück. Durch die gute Lage der Stadt war sie bei Sturm oft Ziel Zuflucht suchender Schiffe. Des Weiteren war sie bekannt für ihre reichen Fischbestände vor der Küste. Grimsby hieß ursprünglich Grim's by (Grims Dorf). Dieser Namensbestandteil, der dem Altnordischen entstammt, tauchte seit der Zeit des historischen Danelag bei vielen Siedlungen der britischen Insel auf.
In der nordischen Mythologie nimmt die Gottheit Oðin, bekannt als Woðen in der anglo-sächsischen Tradition, die Namen Grim (deutsch: Maske) und Grimnir (deutsch: Der Maskierte) an, wenn er unerkannt unter den Menschen wandelt. Dies ist im kurzen Gedicht „Lied von Grímnir“ (Grimnismal), Teil der Edda, zu finden. Bei der Geschichte von Havelok, die deutlich später als „Havelok the Dane“ verzeichnet wurde, könnte es sein, dass der Fischer Grim als eine Verkleidung Odins interpretiert wurde.
1086 wird Grimsby im Domesday Book erwähnt. Demnach hatte der Ort zu jener Zeit 200–250 Einwohner. Im Ort gab es einen Priester, eine Mühle sowie eine Fähre, welche wohl die Menschen auf die andere Seite des Humber brachte.
Im 12. Jahrhundert entwickelte sich der Ort zu einem kleinen, aber geschäftigen Fischerei- und Handelshafen. 1201 erhielt Grimsby von König Johann die Charta, d. h. die Garantie gewisser Rechte für die Einwohner. 1218 wurde in Grimsby das erste Stadtoberhaupt eingesetzt.
Der Ort hatte keine Stadtmauer, da er für eine solche zu klein war – ein Ringgraben bestand jedoch. Das sumpfige Umland bot zudem ausreichenden Schutz. Im Mittelalter hatte der Ort zwei Kirchen – St Mary’s und St James’ – von denen letztere noch heute besteht. Mit der Kathedrale von Lincoln teilt sich St James’ die Volkssage eines Koboldes, der von einem Engel in Stein verwandelt wurde.

### Industrialisierung
Der Ort wuchs und gedieh bis ins 15. Jahrhundert. Dann führte die zunehmende Versandung des Hafens zu einem schleichenden wirtschaftlichen Rückgang. 1801 hatte Grimsby lediglich 1.524 Einwohner. Im Jahre 1796 wurde durch einen Parlamentsakt die Gründung der Great Grimsby Haven Company zum Zwecke des Hafenausbaus beschlossen. Der wieder zunehmende Handel führte zu einem wahren Boom, es wurde unter anderem Eisen, Holz, Weizen, Hanf und Flachs importiert. 1845 wurde der Bau weiterer Anlegeplätze beschlossen, welche durch das stetige Wachstum notwendig wurden.

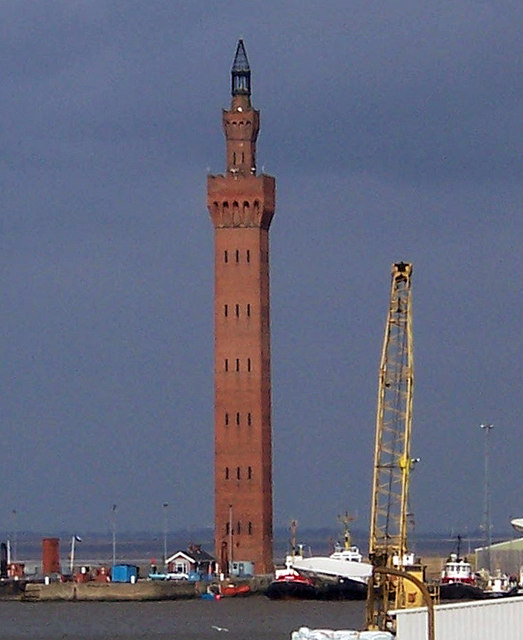
Dock Tower

Der Dock Tower wurde 1851 vollendet. Ihm folgten verschiedene Hafenanlagen wie The Royal Dock, No.1 Fish Dock, No.2 Fish Dock, Alexandra Dock und Union Dock. Die Fischereiflotte wurde in dieser Zeit in großem Maße ausgebaut.
Der Anschluss an die Eisenbahn im Jahre 1848 machte es einfacher, Güter vom und zum Hafen zu befördern. Kohle, die im Kohlerevier von South Yorkshire gefördert wurde, wurde über die Eisenbahn und den Hafen von Grimsby verschifft. Bis 1901 hatte Grimsby 75.000 Einwohner; diese Zahl stieg bis 1931 auf 92.000 an, stagnierte dann jedoch für den Rest des 20. Jahrhunderts.
In den 1920er-Jahren war Grimsby der wichtigste Fischereihafen Englands und wurde „Home of the Haddock“ (Haddock = Schellfisch) genannt. Grimsby hat heute noch Fischereiindustrie, die aber mehr und mehr zurückgeht. An ihre Stelle treten lebensmittelverarbeitende, pharmazeutische und petrochemische Betriebe.
Die ehemalige Humber-Fähre, die Lincoln Castle, trat 1941 ihren Dienst zwischen New Holland und Hull an. Mit Eröffnung der Brücke über den Humber 1981 wurde der Betrieb eingestellt. Seitdem liegt sie im Alexandra Dock. Hier diente das Schiff zeitweise als Restaurant, seine zukünftige Nutzung ist unklar. Am selben Pier ankert die Ross-Tiger. Als Teil des National Fishing Heritage Centre kann dieser Trawler im Sommer besucht werden.

### Zweiter Weltkrieg
Der Hafen von Grimsby war im Zweiten Weltkrieg verstärkt das Ziel der deutschen Luftwaffe. Der Dock Tower wurde dabei als Erkennungszeichen genutzt und stehen gelassen. Die britische Regierung diskutierte zeitweise die Sprengung des Turmes, um der Nutzung als Navigationshilfe durch die Deutschen vorzubeugen. Man geht davon aus, dass Grimsby aufgrund seiner Lage und Infrastruktur im Falle einer erfolgreichen deutschen Invasion einer der ersten Landungspunkte der britischen Insel gewesen wäre. Dies war womöglich der Grund, wieso die Stadt wesentlich weniger bombardiert wurde als das benachbarte Hull, dessen Hafen man durch seine Lage wesentlich schwerer hätte erreichen können. Dennoch wurden in Grimsby durch Luftangriffe insgesamt 197 Menschen getötet.
In der Nacht vom 13. auf den 14. Juni 1943 warf die deutsche Luftwaffe, neben herkömmlichen Spreng- und Brandbomben, etwa 3.000 Splitterbomben des Typs SD 2 über Grimsby und dem benachbarten Cleethorpes ab, von denen zahlreiche auf dem Boden, an Gebäuden, in Bäumen usw. liegen- und hängenblieben, um bei der geringsten Berührung nachträglich zu explodieren. Bei dem Angriff starben insgesamt 66 Menschen, davon 30 alleine in der ersten Stunde nach dem Angriff durch die SD 2. Im Laufe der folgenden Wochen erhöhte sich die Zahl der Todesopfer auf 114. Erst am 9. Juli war die Räumung der Splitterbomben, zu der über 10.000 Personen eingesetzt worden waren, offiziell abgeschlossen. Sieben Männer wurden für ihren Einsatz mit der George Medal ausgezeichnet. Zu diesem Zeitpunkt waren jedoch immer noch nicht alle SD 2 beseitigt. Schätzungen zufolge befanden sich 1945 im Bereich von Grimsby und Cleethorpes noch 732 unentdeckte SD 2. Nach Kriegsende wurden auch deutsche Kriegsgefangene zur Räumung eingesetzt. Erst 1948 wurde die Gegend für sicher erklärt. Die SD 2 behinderten nicht nur die Lösch- und Rettungsarbeiten - das öffentliche Leben in dem betroffenen Gebiet war bis zur Räumung der butterfly bombs praktisch gelähmt. Aufgrund einer strikten Nachrichtensperre erfuhren die Deutschen jedoch vermutlich nie, wie wirksam der Einsatz der SD 2 gegen Grimsby und Cleethorpes war. Von allen Todesopfern, die im Gebiet um Grimsby bei insgesamt 37 Angriffen innerhalb von 5 Jahren zu verzeichnen waren, starb mehr als die Hälfte bei diesem einen Angriff.
Das Royal Dock war der größte Stützpunkt von Minenabwehrschiffen im Vereinigten Königreich. Diese Schiffe hatten die Aufgabe, auf der Nordsee zu patrouillieren. Ein Denkmal am Pier erinnert an diese Zeit.
In Anlehnung an die Geschehnisse benannte die Royal Navy das für die moderne Minenabwehr 1999 in Betrieb genommene Schiff HMS Grimsby nach der Stadt.

## Politik
Das ehemalige Great Grimsby war ein Borough in North Riding, einem Teil Lindseys, was wiederum ein Gebietsteil der Grafschaft Lincolnshire ist. Durch den Municipal Corporations Act 1835 wurde es zu einem Municipal Borough reformiert. Im Jahre 1889 wurde für Lindsey eine Bezirksverwaltung eingerichtet – Great Grimsby jedoch wurde 1891 zu einem von Lindsey unabhängigen County Borough. Im Laufe der Zeit weitete sich der Borough aus, so wurde das Dorf Wellow (im Jahr 1889) sowie die zuvor selbstständigen Gemeinden Clee-with-Weelsby (1889), Little Coates (1928), Scartho (1928), Weelsby (1928) und Great Coates (1968) eingemeindet. Bis 1967 hatte Great Grimsby seine eigene Polizeiabteilung, bevor man mit jener von Lincolnshire fusionierte.
Im Jahre 1974 wurde durch den Local Government Act 1972 der County Borough aufgehoben und Great Grimsby wurde als neuer District Grimsby in seinen alten Grenzen ein Teil der neuen Grafschaft Humberside. Der District wurde 1979 wieder in Great Grimsby umbenannt. 1992 wurde die Gebietskörperschaft durch die Local Government Commission for England neu geordnet und Humberside 1996 aufgehoben, aus den Distrikten Great Grimsby und Cleethorpe entstand die Unitary Authority North East Lincolnshire. Great Grimsby hat keinen eigenen Stadtrat – der District wird zusammen mit Cleethorpes von sogenannten Charter Trustees, einer Verwaltungsform von Städtebündnissen, regiert. Als 2007 eine Debatte um die Namensfindung für den District entflammte, wurde vorgeschlagen ihn Great Grimsby and Cleethorpes zu nennen, um einen klaren Hinweis auf die Städte zu geben, welche dem District angehören. Diese Idee fand bei den Einwohnern jedoch keine positive Resonanz, weshalb sie vom Ratsvorsitzenden ein Jahr später wieder fallengelassen wurde.

### Städtepartnerschaften
Grimsby unterhält Städtepartnerschaften mit
- Banjul, Gambia
- Bremerhaven, Deutschland
- Dieppe, Frankreich
- Tromsø, Norwegen

## Wirtschaft und Infrastruktur
Grimsby, Immingham und Cleethorpes bilden zusammen den Wirtschaftsstandort Greater Grimsby. Die wichtigsten Wirtschaftszweige sind die Lebensmittelindustrie, Hafenindustrie und Logistik, erneuerbare Energien, Chemie- und Verfahrenstechnik sowie digitale Medien.

### Europe’s food town
Grimsby ist untrennbar mit der Hochseefischerei verbunden, welche der Stadt viel ihres heutigen Wohlstands verlieh. An ihrem Höhepunkt in den 1950er Jahren war Grimsby der größte und geschäftigste Hafen der Welt. Jedoch ging die Umschlagmenge des Hafens aufgrund der Kabeljaukriege mit Island seit vielen Jahren enorm zurück. Er ist heute zwar immer noch der größte Hafen des Vereinigten Königreiches, ein Großteil der Meeresgüter wird heute jedoch über Container von anderen Überseehäfen bzw. Island importiert. Heute ist Greater Grimsby der Sitz von etwa 500 Firmen, die etwas mit der Herstellung von Lebensmitteln zu tun haben. Somit ist Grimsby einer der größten Standorte der Herstellung, der Forschung, der Lagerung sowie des Vertriebs von Lebensmitteln. Daher wird Grimsby seit über 15 Jahren Europe's Food Town genannt. Grimsby ist anerkannt als das Zentrum der Fischverarbeitung im Vereinigten Königreich. Mehr als 100 Firmen sind an der Produktion von frischem und tiefgefrorenem Fisch beteiligt. Die Firma Young's, welche Teil der Foodvest-Gruppe ist, hat ihren Sitz in Grimsby. Die Gruppe ist Europas führendes Lebensmittelgewerbe und beschäftigt in ihrer Hauptzentrale vor Ort etwa 2500 Mitarbeiter. Young's besitzt ein globales Bezugsnetz und versorgt 60 Arten aus 30 Ländern. Weitere große Firmen dieser Art sind z. B. Coldwater Seafood, die 700 Menschen in Grimsby beschäftigt sowie Five Star Fish, der führende Lieferant von Fischprodukten im Lebensmittelgewerbe des Vereinigten Königreiches. Das Humber Seafood Institute wurde 2008 eröffnet, ist das erste seiner Art und wird durch die örtliche Behörde geleitet. Es vermietet ihre Räumlichkeiten u. a. an die Seafish Industry Authority sowie an das Grimsby Institute of Further & Higher Education. Greater Grimsby ist ein Hotspot in der Herstellung von Fertiggerichten und besitzt europaweit die größte Fläche an Kühlhäusern.

### Hafen
Der Hafen von Grimsby ist einer der umschlagstärksten des Vereinigten Königreiches. Dank seiner guten Lage am Ästuar des Humbers haben die ansässigen Firmen direkten Zugang nach Kontinentaleuropa und jenseits davon. Der Hafen spielt generell eine gewichtige Rolle im Handelsleben von Großbritannien. Er wird von den Associated British Ports (ABP) betrieben, die größte und führende Hafengruppe des Vereinigten Königreiches. Die Häfen von Grimsby, Immingham sowie weitere 19 Häfen im Vereinigten Königreich gehören der Gruppe an. Sie alle sind in der Lage jede erdenkliche Frachtsorte aufzunehmen.

### Verkehr

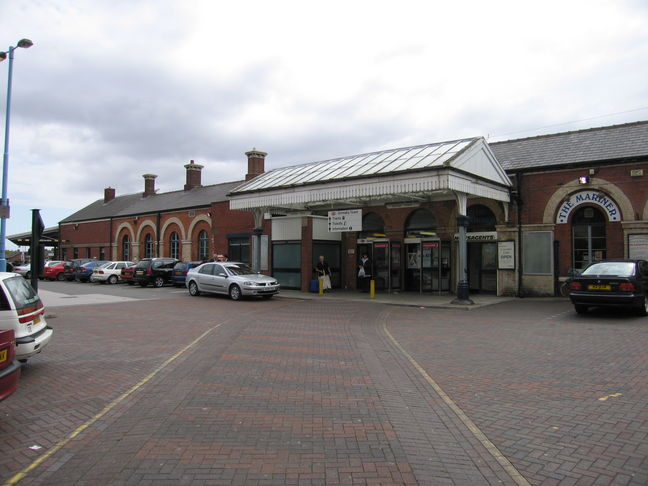
Bahnhof Grimsby Town, Vorplatz

Grimsby besitzt mit Grimsby Docks und Grimsby Town zwei Bahnhöfe. TransPennine Express bietet Direktverbindungen zum Flughafen Manchester über Doncaster und Sheffield an. Northern Trains verkehrt mit seinen Zügen nach Barton-upon-Humber (mit Busanschluss nach Hull) sowie nach Lincoln, und East Midlands Railway bedient die Strecke nach Nottingham. Nach Cleethorpes gibt es auf eingleisiger Strecke tagsüber mindestens stündliche Verbindungen.
Der nächste Flughafen ist der 23 km (14mi) westlich gelegene Humberside Airport. Er ist die Basis von fünf Fluggesellschaften und wird überwiegend für Charterflüge genutzt. Eastern Airways und KLM bieten jedoch auch Linienflüge nach Aberdeen bzw. Amsterdam an.
Great Grimsby liegt am östlichen Endpunkt der Schnellstraße A180, welche sich bei Barnetby als M180 fortsetzt und über Scunthorpe nach Thorne führt. Hier enden ebenso die A16 aus Richtung Skegness sowie die A46, welche von Bath über Coventry, Leicester und Lincoln nach Cleethorpes führt. Mit der A15 gelangt man ab Barnetby über die Humber-Brücke ans nördliche Ufer nach Hull. Siehe auch: A roads

#### Nahverkehr in Grimsby
In der Vergangenheit gab es in Grimsby zwei verschiedene Straßenbahnsysteme: Die Grimsby District Light Railway sowie die Grimsby & Immingham Electric Railway. Erstere war eine Pferdebahn und wurde 1881 eröffnet. 1901 wurde sie durch eine elektrische Bahn ersetzt. Die betreibende Gesellschaft wurde 1925 von der Grimsby Transport Company aufgekauft. Das Depot wechselte 1927 seinen Standort in die Victoria Street. 1937 wurde die Bahn schließlich stillgelegt. Bis in die 1950er Jahre wurde der Verkehr auf den ehemaligen Strecken mit Oberleitungsbussen abgewickelt.
Die zweite Bahn war eine 1912 eröffnete Normalspurbahn auf der Strecke zwischen Grimsby und Immingham; einen Gleisanschluss zum britischen Eisenbahnnetz gab es dabei nicht. Seit ihrer Stilllegung 1961 wird der Nahverkehr auf dieser Strecke per Omnibus abgewickelt.
In den ersten Jahren nach der Jahrtausendwende wurde vorgeschlagen, in Grimsby ein Straßenbahnsystem nach dem Vorbild der Sheffield Supertram zu errichten. Verschiedene Berichte mit Details möglicher Trassenverläufe wurden veröffentlicht, jedoch scheiterte das Projekt an der Finanzierung. Derzeit gibt es keine Bemühungen das vorgesehene Projekt weiterzuführen.
Mit der Gründung des Verkehrsverbundes Grimsby-Cleethorpes Transport (GCT) wurde 1957 in Grimsby ein einheitliches Bussystem eingeführt. Im Zuge dessen wurden von der Betreibergesellschaft Stagecoach alle vorhandenen Busse blau-weiß lackiert, ehe man 1981 zu karamell-cremefarben wechselte. Hatte man zuvor auf den Fahrten teilweise noch Busschaffner eingesetzt, wurden sie 1982 abgeschafft.
Im Jahr 2005 kaufte Stagecoach die Gesellschaft Lincolnshire Road Car auf, welche Überlandbusverbindungen nach Killingholme, Louth und Barton-upon-Humber anbot. Heute heißt der Betreiber Stagecoach in Lincolnshire. Seit September 2006 werden neue Niederflurbusse eingesetzt, wodurch der Fuhrpark nun aus insgesamt 85 % solcher Busse besteht.

### Medien
Der Grimsby Telegraph besitzt mit einer Stückzahl von über 40.000 Exemplaren (1. Hj. 2004) die höchste Auflage einer Lokalzeitung in Grimsby und Umgebung. Sie ist die einzige Tageszeitung der Stadt und hat ihre Hauptgeschäftsstelle in der Cleethorpe Road nahe der A180. Lokale Radiosender sind BBC Radio Humberside (mit seinem Studio in der Victoria Street), Lincs FM, Viking FM und Compass FM. Der TV-Sender BBC teilt sich die Räumlichkeiten in der Victoria Street mit seinem Radiosender. Der regionale TV-Sender ITV Yorkshire hat seinen Sitz im benachbarten Immingham. Channel 7 Television ist ein Satelliten- und Kabelsender mit Sitz in Immingham und dem Grimsby Institute.

### Sport
Seit 1878 gibt es einer der ersten britischen Fußballvereine Grimsby Town und seit 1936 den Eishockeyklub Grimsby Red Wings mit Mannschaften auf verschiedenen Ebenen in der English Ice Hockey Association sowie 2009 kam ein Eisschlitten-Hockey-Team hinzu. Die Amateur-Rugby-Union-Mannschaft, der Grimsby RUFC und eine Amateur-Cricket-Mannschaft, der Grimsby Town Cricket Club gibt es in Grimsby. Bis 2014 gab es ein American-Football-Team die Grimsby Scorpions, bevor sie nach Hull umzogen und sich den Humber Warhawks anschloss. Obwohl die Mannschaft in einer anderen Grafschaft spielt, unterhält der Klub Vertretungen sowohl in East Riding of Yorkshire als auch in North East Lincolnshire. Die Mannschaft der Männer vom Grimsby Tennis Center gewann die Lincolnshire Doubles League im Jahr 2005. Tennisspieler aus der Stadt vertreten die Grafschaft regelmäßig in allen Altersstufen. Die Stadt hatte eine der größten Tischtennisligen des Landes, Mit über 120 konkurrierenden Mannschaften in den 1970er Jahren, aber auch Squash ist der Sport in den letzten Jahren in der Stadt zurückgegangen.

## Persönlichkeiten

### Geboren in Grimsby
- John Whitgift (~1530–1604), Erzbischof von Canterbury
- Madge Kendal (1848–1935), Schauspielerin, 1932 zur Ehrenbürgerin der Stadt ernannt
- Arthur Drewry (1891–1961), Fußball-Funktionär, FIFA-Präsident
- Arthur Sykes (1897–1978), Fußballspieler
- Tom Wintringham (1898–1949), Militärhistoriker, Politiker und Journalist
- Arthur Allman Bullock (1906–1980), Botaniker
- Freddie Frinton (1909–1968), Komiker
- Freddie Frith (1909–1988), Motorradrennfahrer
- George Spencer-Brown (1923–2016), Philosoph und Mathematiker
- Derek Oliver Gladwin, Baron Gladwin of Clee (1930–2003), Gewerkschafter
- Shirley Bloomer (* 1934), Tennisspielerin
- Ray Edmonds (* 1936), englischer Snooker- und English-Billiards-Spieler
- Mike Sinclair (1938–2017), Fußballspieler
- Patrick Cormack, Baron Cormack (1939–2024), Politiker
- Andrew Whiten (* 1948), Entwicklungspsychologe
- Duncan McKenzie (* 1950), Fußballspieler
- Patrick Hawes (* 1958), Komponist
- Peter Crampton (* 1969), Hürdenläufer und Sprinter
- David Smith (* 1974), Hammerwerfer
- Melanie Onn (* 1979), Politikerin
- Gary Johnson (* 1980), Motorradrennfahrer
- Richard Buck (* 1986), Sprinter
- Kate Haywood (* 1987), Schwimmerin
- Stuart Carrington (* 1990), Snookerspieler
- Alexandra Langley (* 1991), Badmintonspielerin
- Thomas Turgoose (* 1992), Schauspieler
- Sam Atkin (* 1993), Langstreckenläufer
- Garett Grist (* 1995), Autorennfahrer
- Matija Šarkić (1997–2024), montenegrinischer Fußballspieler
- Ben Smith (* 2002), Squashspieler

### Persönlichkeiten mit Bezug zur Stadt
- Mike Hallett (* 1959), Snookerspieler; Sportkommentator aus Grimsby
- Angela Christine Smith (* 1961), Politikerin; wuchs in Grimsby auf
- John Vincent (1884–1941), Seemann und Antarktisfahrer, wohnte und starb in Grimsby
- Ashley Wright (* 1987), Snookerspieler aus Grimsby

## Trivia
Der englische Sänger Elton John widmete der Hafenstadt einen Song, der 1974 auf seinem Album Caribou erschien. Der Film "Grimsby - Der Spion und sein Bruder" spielt hier.